# Shire of Cuballing
Cuballing är en region i Australien. Den ligger i delstaten Western Australia, omkring 150 kilometer sydost om delstatshuvudstaden Perth. Antalet invånare är 878.
Följande samhällen finns i Cuballing:
- Cuballing
- East Popanyinning

Trakten runt Cuballing består till största delen av jordbruksmark. Trakten runt Cuballing är nära nog obefolkad, med mindre än två invånare per kvadratkilometer. Genomsnittlig årsnederbörd är 502 millimeter. Den regnigaste månaden är september, med i genomsnitt 86 mm nederbörd, och den torraste är februari, med 9 mm nederbörd.